# Bulbul arabský
Bulbul arabský (Pycnonotus xanthopygos) je středně velký druh pěvce z čeledi bulbulovití (Pycnonotidae). Vyskytuje se v oblasti Středního východu v různých křovinatých biotopech, nevyhýbá se ani městským parkům. Ve 30. letech 20. století se jeho populace značně rozšířila zřejmě částečně v návaznosti na zakládání lidských usedlostí a ovocných sadů.

## Taxonomie
Tento druh je monotypický, přestože jsou ptáci Arabského poloostrova světlejší než v severní části areálu rozšíření. Dříve byl považován za poddruh bulbula zahradního.

## Popis
Středně velký pěvec šedohnědého zbarvení se žlutými podocasními krovkami. Výrazná je černá hlava s bílým očním kroužkem. Od špičky zobáku po konec ocasu je 19–20,5 cm dlouhý, křídlo (od ohbí křídla po konec nejdelší ruční letky) má přibližně 9–10 cm dlouhé. Opeření se mezi pohlavími neliší.

## Hlas
Ozývá se hlasitým melodickým zpěvem, který připomíná zpěv příbuzného bulbula zahradního. Příležitostně zpěvem napodobuje jiné ptáky, například kosa černého nebo žluvu hajní.

## Rozšíření
Tento druh je široce rozšířen. Vyskytuje se na jihu Turecka, v Sýrii, Libanonu, Izraeli, v jiho- a severozápadním Egyptě a západním Jordánsku. Dále pak v Jemenu, západní, střední a jižní Saúdské Arábii, v Ománu a na severu Spojených arabských emirátů. Jde o druh stálý, a jeho případné přesuny jsou pouze za účelem nalezení nových potravních příležitostí. Vyskytuje se v nadmořských výškách od úrovně moře až po více než 2000 m n. m. v Saúdské Arábii.

## Biotop
Vyskytuje se v širokém spektru křovinatých biotopů, ať už jde o kultivovanou nebo divoce rostoucí vegetaci. Vyhledává roztroušenou vegetaci ve vádích, palmové plantáže, zahrady a parky a další vhodná stanoviště, je k nalezení i v otevřených borových lesích.

## Hnízdění
Je monogamní a páry spolu zůstávají po celý rok i několik let v řadě. Hnízdo je otevřené a postavené zejména z tenkých větviček, mechu a stébel trávy, umístěné nad zemí na nízké palmě nebo v keři. Samice hnízdo staví sama. Bulbul arabský snáší 2–4 vejce a po 13–14 dnech se z nich líhnou mláďata, která zpočátku krmí jen samice, časem i samec. Tento druh hnízdí samostatně a je značně teritoriální; samec i samice si hnízdní okrsek agresivně brání.

## Potrava
Živí se především plody rostlin, ale i bezobratlými a semeny. Může konzumovat i nektar, listy nebo květy.

## Ochrana
Je poměrně běžný v celém svém areálu rozšíření, a není tedy považován za ohrožený druh. Jeho populační trend se navíc zdá být vzrůstající.